# The Bourne Identity
The Bourne Identity è un film del 2002 diretto e co-prodotto da Doug Liman.
Liberamente tratto dal romanzo Un nome senza volto (1980) di Robert Ludlum, la pellicola narra la storia di un uomo, Jason Bourne (interpretato da Matt Damon), che non ricorda nulla del proprio passato, ma che è oggetto di una caccia spietata per eliminarlo. Nel cast sono presenti anche Franka Potente, Chris Cooper, Clive Owen, Brian Cox, Adewale Akinnuoye-Agbaje e Julia Stiles.
Primo capitolo della serie di Bourne, il film ha avuto tre seguiti: The Bourne Supremacy (2004), The Bourne Ultimatum - Il ritorno dello sciacallo (2007) e Jason Bourne (2016), e uno spin-off, The Bourne Legacy (2012), diretto da Tony Gilroy, con Jeremy Renner come protagonista.

## Trama
Nel Mediterraneo, un peschereccio recupera un uomo ferito e svenuto. Il capitano gli estrae alcuni proiettili dalla schiena e un chip sottocutaneo che proietta il numero di un conto bancario svizzero: l'unico indizio sull'identità dello sconosciuto, che è privo di memoria.
Una volta sbarcato, l'uomo inizia la ricerca della propria identità, dirigendosi a Zurigo. Il conto bancario di cui possiede il numero corrisponde a una cassetta di sicurezza dove trova denaro, alcuni passaporti di varie nazionalità, tutti recanti la sua foto e intestati a nomi diversi, e una pistola; inoltre, una Patente di guida francese, intestata a Jason Bourne e recante un indirizzo di Parigi.
Incontrata Marie, una ragazza tedesca, la convince, in cambio di denaro, ad aiutarlo a raggiungere in auto la residenza parigina, dove s'imbatte in un sicario che cerca di ucciderlo, dopo aver fatto irruzione nell'appartamento e, non essendo riuscito a eliminarlo, si suicida. Bourne e Marie sono costretti a lasciare l'appartamento, tanto più che le loro foto e la targa dell'auto di Marie sono in possesso della polizia francese, che li sta cercando: ne nasce un inseguimento mozzafiato, finché Bourne e Marie riescono a seminare gli agenti e a nascondersi in un albergo di periferia.
Sempre a Parigi, intanto, Conklin, responsabile di una organizzazione segreta statunitense, decide l'assassinio di Nykwana Wombosi, un ex dittatore africano in esilio in Francia, il quale minaccia di rivelare le connessioni della CIA negli affari interni del suo Paese, e che, in cambio del proprio silenzio, chiede di essere aiutato a ritornare al potere. L'omicidio viene eseguito da un sicario fatto giungere appositamente.
Intanto Jason Bourne, cercando di ricordare il proprio passato, scopre un legame tra sé e Wombosi. Decide di andare a parlargli, ma trova la polizia sulla scena dell'omicidio. Leggendo i resoconti sui giornali, scopre che, due settimane prima, Wombosi aveva dichiarato che un tale John Michael Kane (una delle identità segrete di Bourne) aveva tentato di ucciderlo a bordo del suo panfilo, ma che la cosa era stata sventata e che il killer si era gettato in mare: Bourne capisce che quel killer era lui, e di essere un sicario di professione.
Deciso a fuggire dal suo passato di assassino, ripara insieme a Marie nella casa di campagna di un vecchio amico della ragazza; l'abitazione dovrebbe essere disabitata ma, invece, improvvisamente arriva l'uomo con i figli. Al mattino l'inusuale assenza del cane fa capire a Bourne che c'è qualcosa che non va. Fa mettere in salvo Marie, l'amico e i bambini nello scantinato, poi trova un fucile da caccia ed esce a controllare. C'è effettivamente un sicario in agguato, lo stesso che ha ucciso Wombosi, e Bourne lo elimina. Ritornato a casa, trova l'amico di Marie, in preda al panico, che sta fuggendo con i figli; Jason consiglia a Marie di andare con lui, le dà la maggior parte del denaro e le dice di far perdere le sue tracce.
Bourne, deciso a chiudere i conti, telefona a Conklin, dandogli appuntamento a Parigi, sul Pont Neuf. Al momento dell'incontro, Bourne si accorge che si tratta di una trappola ma, tracciando il percorso del veicolo di Conklin, riesce ad arrivare alla sede parigina dell'organizzazione, dove Conklin gli chiarisce le idee sul suo passato. Jason ritorna con la memoria al momento in cui stava per uccidere Wombosi: quando lo aveva scoperto insieme alla sua famiglia, aveva avuto pietà e non gli aveva sparato, fallendo così la sua missione.
Jason risparmia Conklin e riesce a fuggire indenne. In conseguenza di ciò, i responsabili dell'organizzazione considerano gli eventi accaduti come un sintomo che Conklin abbia perso la testa, lo fanno eliminare e chiudono ogni operazione. Bourne, ormai libero, arriva in Grecia, dove si è nascosta Marie, per cominciare una nuova vita insieme a lei.

## Produzione

### Sviluppo
Il romanzo Un nome senza volto era già stato precedentemente adattato in una miniserie televisiva del 1988 intitolata Identità bruciata, diretta da Roger Young e con Richard Chamberlain nei panni del protagonista.
Nel 1996, il regista Doug Liman decise di realizzare una nuova trasposizione, stavolta cinematografica, del testo di Ludlum. Il film entrò in produzione quando la Universal Pictures acquisì i diritti dei romanzi di Ludlum sperando di farne un, franchise come effettivamente avvenne. William Blake Herron venne assunto per riscrivere la sceneggiatura nel 1999.
Per descrivere i meccanismi interni della fittizia organizzazione Treadstone, Liman si ispirò al lavoro di suo padre presso la National Security Agency sotto la presidenza di Ronald Reagan; molti aspetti del personaggio di Alexander Conklin furono basati sulle memorie del padre di Liman riguardanti Oliver North.

### Cast

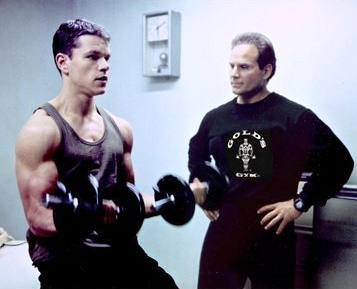
Il protagonista Matt Damon (a sinistra) durante gli allenamenti sostenuti per il ruolo

Liman sottopose a provino un gran numero di attori per il ruolo di Bourne, tra cui Brad Pitt, il quale rinunciò per partecipare a Spy Game, Russell Crowe e Sylvester Stallone, prima di scegliere Matt Damon. Damon, che non aveva mai interpretato un ruolo d'azione, insistette per eseguire in prima persona la maggior parte degli stunt: esercitatosi per tre mesi con il coreografo Nick Powell nell'uso di armi, nel pugilato e nell'escrima, finì per eseguire una notevole quantità di scene d'azione, tra cui tutti i combattimenti a mani nude del personaggio e l'arrampicata sulla facciata della casa sicura.

### Riprese
Le riprese si svolsero a Parigi, Praga, Imperia, Roma, Mykonos, e Zurigo.
Alcune discrepanze di vedute tra il regista e lo studio rallentarono le riprese del film: la Universal Pictures era insoddisfatta dal ritmo "pacato" del film e delle sue scene d'azione su piccola scala, mentre Liman mal sopportava le intrusioni della major. A causa di un ritardo nella produzione, l'uscita del film venne posticipata dal settembre 2001 al giugno 2002 con un conseguente innalzamento del budget di 8 milioni di dollari dai 60 milioni iniziali; Gilroy riscrisse più volte la sceneggiatura durante il corso delle riprese. La Universal, inoltre, propose di sostituire Parigi con Montréal o Praga in modo da contenere i costi. Per via delle tiepide reazioni del pubblico, durante alcuni screening test, al finale ambientato nella città francese, la produzione ordinò infine di ritornare a Parigi per girarne uno più movimentato.
Le scene dell'inseguimento tra Bourne e la polizia parigina furono dirette per la maggior parte dal regista della seconda unità Alexander Witt; l'unica sequenza diretta da Liman fu uno scambio di battute tra Jason e Marie in auto. Le varie parti dell'inseguimento furono girate in diverse zone di Parigi, e il tutto fu poi assemblato in fase di montaggio.

## Promozione
L'edizione originale statunitense adottò una locandina con raffigurato il solo Matt Damon, e con l'utilizzo della tagline «He was the perfect weapon. Until he became the target». Questa locandina fu utilizzata pressoché in tutto il mondo, anche in Italia, dove però fu eliminata la tagline, sostituita da alcune brevi recensioni giornalistiche.

## Accoglienza

### Incassi
A fronte di un budget di 60 milioni di dollari, la pellicola ne ha incassati circa 121,7 milioni in Nord America e 92,4 milioni nel resto del mondo, per un totale di 214034224 $.

### Critica
Sull'aggregatore di recensioni Rotten Tomatoes ha un indice di gradimento dell'84% basato su 194 recensioni, con un voto medio di 7 su 10. Su Metacritic ottiene un punteggio di 68 su 100 basato su 38 recensioni.
L'originalità del film (e anche del romanzo) è costituita dal fatto che il protagonista è un sicario che prova pietà per le sue vittime e quindi decide di non uccidere più e di cambiare vita.
Il protagonista è privo di memoria, perciò tutta la caccia che gli viene data è inframezzata da brevi flashback che, riportandolo al passato, gli chiariscono gradualmente cosa sta succedendo. La trama temporale del film si svolge in due direzioni: in avanti, con la caccia senza apparente motivo, e all'indietro, coi ricordi che tornano gradatamente.
Altri tratti particolari sono i comportamenti dei sicari. Sembra che l'Operazione Treadstone abbia prodotto dei robot, predisposti al suicidio in caso di fallimento e, comunque, sfruttati fino alla morte. Anche lo spietato Conklin, il capo dei sicari, viene fatto uccidere dal proprio direttore, Ward Abbott, solo perché non è riuscito a far eliminare Bourne nel giro di 24 ore. L'agenzia, più che una organizzazione di spionaggio, sembra un'anonima assassini, con molti dirigenti deviati dai loro compiti istituzionali di raccolta di informazioni.
La sequenza della fuga di Bourne e Marie per le strade di Parigi a bordo della Mini, inseguiti dalla polizia francese, è stata giudicata come uno degli inseguimenti automobilistici più avvincenti della storia del cinema.